# The Gypsy Moths
The Gypsy Moths is een Amerikaanse dramafilm uit 1969 onder regie van John Frankenheimer. Destijds werd de film in Nederland uitgebracht onder de titel De parachutisten komen.

## Verhaal
Malcolm, Mike en Joe zijn drie parachutisten die op de Amerikaanse nationale feestdag door een dorpje in Kansas trekken met hun voorstelling. Ze komen er terecht bij de oom en tante van Malcolm. Die tante voelt zich meteen aangetrokken tot Mike.

## Rolverdeling
| Acteur         | Personage         |
| -------------- | ----------------- |
| Burt Lancaster | Mike Rettig       |
| Deborah Kerr   | Elizabeth Brandon |
| Gene Hackman   | Joe Browdy        |
| Scott Wilson   | Malcolm Webson    |
| William Windom | V. John Brandon   |
| Bonnie Bedelia | Annie Burke       |
| Sheree North   | Serveerster       |
| Carl Reindel   | Piloot            |
| Ford Rainey    | Standeigenaar     |
| John Napier    | Dick Donford      |